# BOSS RIIZE
『BOSS RIIZE』（ボス・ライズ）は、2024年8月28日よりU+モバイルTVにて配信されたリアルバラエティ番組。韓国の男性アイドルグループ・RIIZEが出演している。

## 概要
K-POP第5世代を代表するSMエンタテインメントの人気グループ・RIIZEによる初のリアルバラエティ番組。江原道（カンウォンド）、江陵（カンヌン）、襄陽（ヤンヤン）で1泊2日の旅行に出かけ、さまざまなミッションを通して得た投票権でメンバーの中からボス（BOSS）を選び、そのボスが決めたルールに従って旅行を楽しむという構成になっている。
SMエンタテインメントと、LGユープラスのコンテンツ制作スタジオ・STUDIO X+Uが共同制作している。

## 出演者
- RIIZE（ショウタロウ・ウンソク・ソンチャン・ウォンビン・ソヒ・アントン）

## 配信・放送媒体
| 国     | 媒体           | 初回配信日 | 配信日時               | 備考     | 出典  |
| ------ | -------------- | ---------- | ---------------------- | -------- | ----- |
| 韓国   | U+モバイルTV   | 8月28日    | 毎週水曜・木曜 0:00 -  | 配信元   | [ 2 ] |
| 日本   | ABEMA          | 8月28日    | 毎週水曜・木曜 21:00 - | [ 注 3 ] | [ 3 ] |
| 日本   | KNTV / KNTV801 | 9月3日     | 毎週火曜 23:20 - 24:00 | [ 注 4 ] | [ 3 ] |
| その他 | iQIYI          | 8月28日    | 毎週水曜・木曜 22:00 - |          |       |
| その他 | friDay影音     | 8月28日    | 毎週水曜・木曜 22:00 - |          |       |
| その他 | KOCOWA+        | 8月30日    | 毎週金曜 9:00 -        |          | [ 4 ] |
| その他 | Rakuten Viki   | 8月30日    | 毎週金曜               |          | [ 5 ] |

## 関連動画
| 公開日 | 公開日  | タイトル           | リンク |
| ------ | ------- | ------------------ | ------ |
| 2024年 | 8月14日 | タイトルシーケンス | ▶︎      |
| 2024年 | 8月14日 | メインティザー     | ▶︎ \| ▶︎ |

| 公開日 | 公開日  | タイトル             | リンク |
| ------ | ------- | -------------------- | ------ |
| 2024年 | 8月30日 | ビハインドクリップ#1 | ▶︎      |
| 2024年 | 9月6日  | ビハインドクリップ#2 | ▶︎      |
| 2024年 | 9月13日 | ビハインドクリップ#3 | ▶︎      |
| 2024年 | 9月20日 | ビハインドクリップ#4 | ▶︎      |
| 2024年 | 9月27日 | ビハインドクリップ#5 | ▶︎      |
| 2024年 | 10月4日 | ビハインドクリップ#6 | ▶︎      |

## ポップアップ
BOSS RIIZEのポップアップ「BOSS RIIZE POP-UP EXHIBITION」が、韓国・ソウルにて開催された。
- タイトル：「BOSS RIIZE POP-UP EXHIBITION」
- 会場：日常非日常の間byU+（일상비일상의틈byU+）
- 日時：2024年8月15日 - 28日
- 内容：スチール写真の展示・MD商品販売・フォトブース

また、同時期にオンライン販売も行われた。

## 映像作品
『BOSS RIIZE』の映像作品（DVD）が、2025年4月30日にユニバーサルミュージックよりリリースされた。
| 公開日        | タイトル                        | リンク |
| ------------- | ------------------------------- | ------ |
| 2025年2月4日  | DVD『BOSS RIIZE』ティザー映像#1 | ▶︎      |
| 2025年2月26日 | DVD『BOSS RIIZE』ティザー映像#2 | ▶︎      |

【リリース情報】
- タイトル：『BOSS RIIZE』
- 品番：POBD-21051/3
- 発売日：2025年4月30日
- 仕様：オリジナルフォトブック付スペシャルBOX仕様
- 形態：DVD3枚組（本編DISC3枚）
- 収録分数：本編約350分（全6話）
- 初回限定封入特典：メンバーソロ・スペシャルフォトカード（全6種中ランダム2種）

オリジナル特典
- Amazon：アクリルコースター
- 楽天ブックス：アクリルキーホルダー